# Гоно Азъров
Георги (Гоно) Петров Азъров или Хазяров е български революционер, деец на Вътрешната македоно-одринска революционна организация и на Върховния македоно-одрински комитет.

## Биография
Гоно Азъров е роден през 1876 година в град Гумендже, тогава в Османската империя. Брат му Димитър Азъров също е деец на ВМОРО. Присъединява се към ВМОРО и става четник при Димитър Робков. В началото на 1912 година е в четата на Ичко Димитров, която обикаля в Кожух и Паяк планина. Четата е въоръжена от върховистите около Константин Дзеков. Участва в сражения през 1910 и 1912 година при Серменин, Байраците, Любища.
При избухването на Балканската война в 1912 година е доброволец в Македоно-одринското опълчение последователно в четите на Иван Пальошев и Ичко Димитров. По-късно е включен в първа рота на Дванадесета лозенградска дружина и в първа рота на Тринадесета кукушка дружина.
На 22 април 1943 година подава молба за българска народна пенсия, която е одобрена и пенсията е отпусната от Министерския съвет на Царство България.